# Crocodilurus amazonicus
Genre
Espèce
Synonymes
- Tupinambis lacertinus Daudin, 1802
- Crocodilurus ocellatus Spix, 1825
- Crocodilurus lacertinus (Daudin, 1802)

Statut de conservation UICN

 LC  : Préoccupation mineure
Statut CITES
Crocodilurus amazonicus, unique représentant du genre Crocodilurus, est une espèce de sauriens de la famille des Teiidae.

## Répartition
Cette espèce se rencontre :
- en Guyane ;
- en Colombie ;
- au Venezuela ;
- au Pérou ;
- au Brésil dans les États d'Amazonas, du Pará, d'Amapá et du Rondônia.

Sa présence est incertaine au Guyana et au Suriname.

## Publication originale
- Spix, 1825 : Animalia nova sive species nova lacertarum quas in itinere per Brasiliam annis MDCCCXVII-MDCCCXX jussu et auspicius Maximiliani Josephi I Bavariae Regis suscepto collegit et descripsit Dr. J. B. de Spix, p. 1-26 (texte intégral).